# Meketré
Meketré (mk.t-rˁ) ókori egyiptomi hivatalnok volt a középbirodalom idején, kincstárnok és fő háznagy II. Montuhotep, III. Montuhotep és talán I. Amenemhat uralkodása alatt is.
Elsőként egy II. Montuhotep 41. uralkodási évében íródott sziklafelirat említi a Vádi Satt er-Rigalában, itt még csak a „pecsétőr” címet viseli. II. Montuhotep halotti templomában Dejr el-Bahariban Meketrét már kincstárnokként említik; nyilvánvalóan időközben előléptették a pozícióba, melyet korábban egy Heti nevű hivatalnok töltött be. Egy Meketré sírjában talált szobron ugyanez a cím szerepel, mígnem a sír töredékesen fennmaradt domborművein már a fő háznagy címet is viseli.
Sírja, a Sejh Abd el-Kurnában található TT280 a thébai nekropolisz része; egy nagy, befejezetlen királysír mellett található, amelyet eredetileg III. Montuhotep sírjának tartottak, de aztán bebizonyosodott, hogy I. Amenemhat készíttette, így valószínű, hogy Meketré az ő uralkodása alatt hunyt el. Sírjában számos, a hétköznapi életet ábrázoló fa modellt találtak, többek közt hajók, jószágok, épületek és kertek modelljeit, valamint emberalakokat különféle mindennapi tevékenységek végzése közben. Egy részük a kairói Egyiptomi Múzeumban, a többi a New York-i Metropolitan Művészeti Múzeumban található.

## Galéria

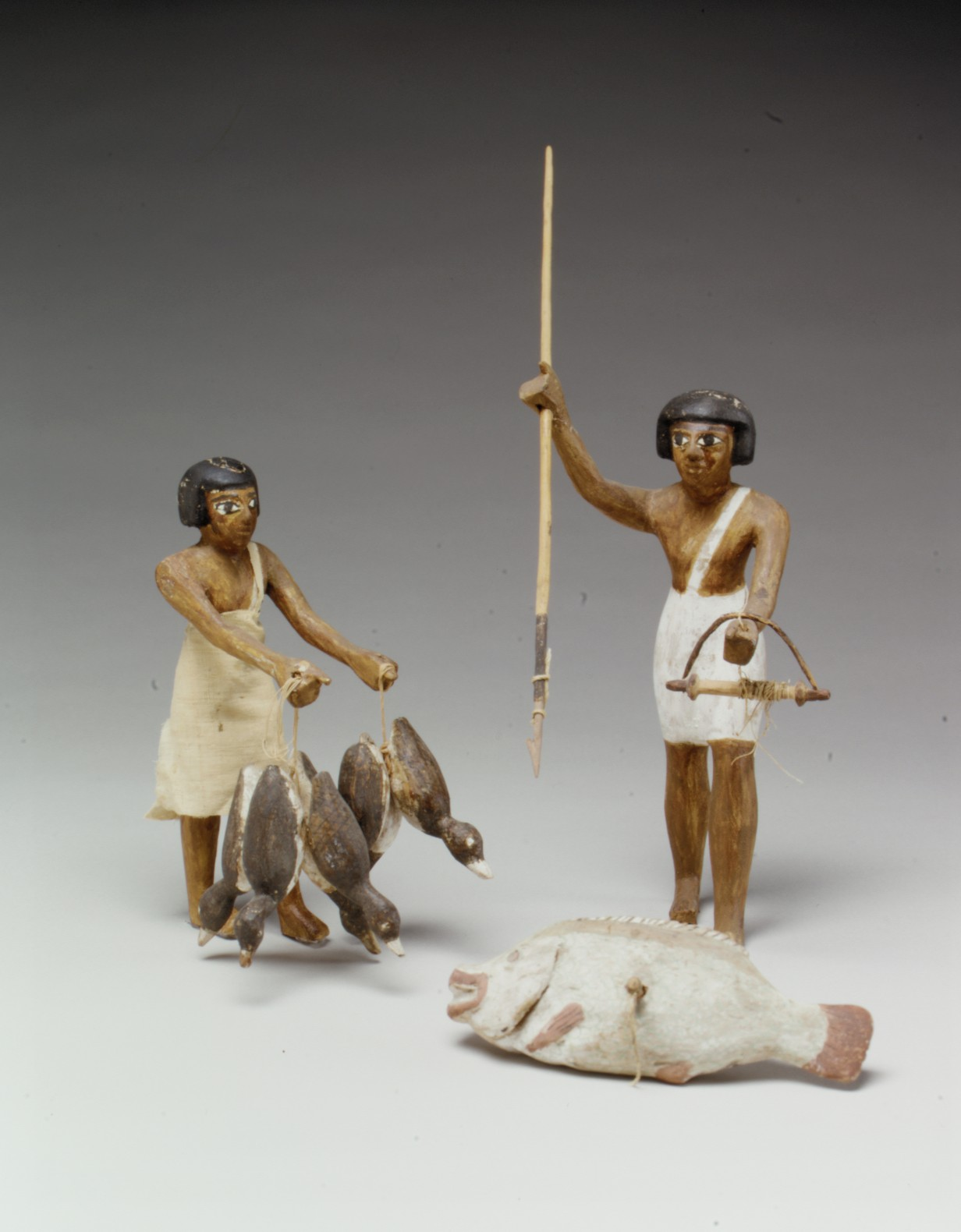
Halászat és vadászat
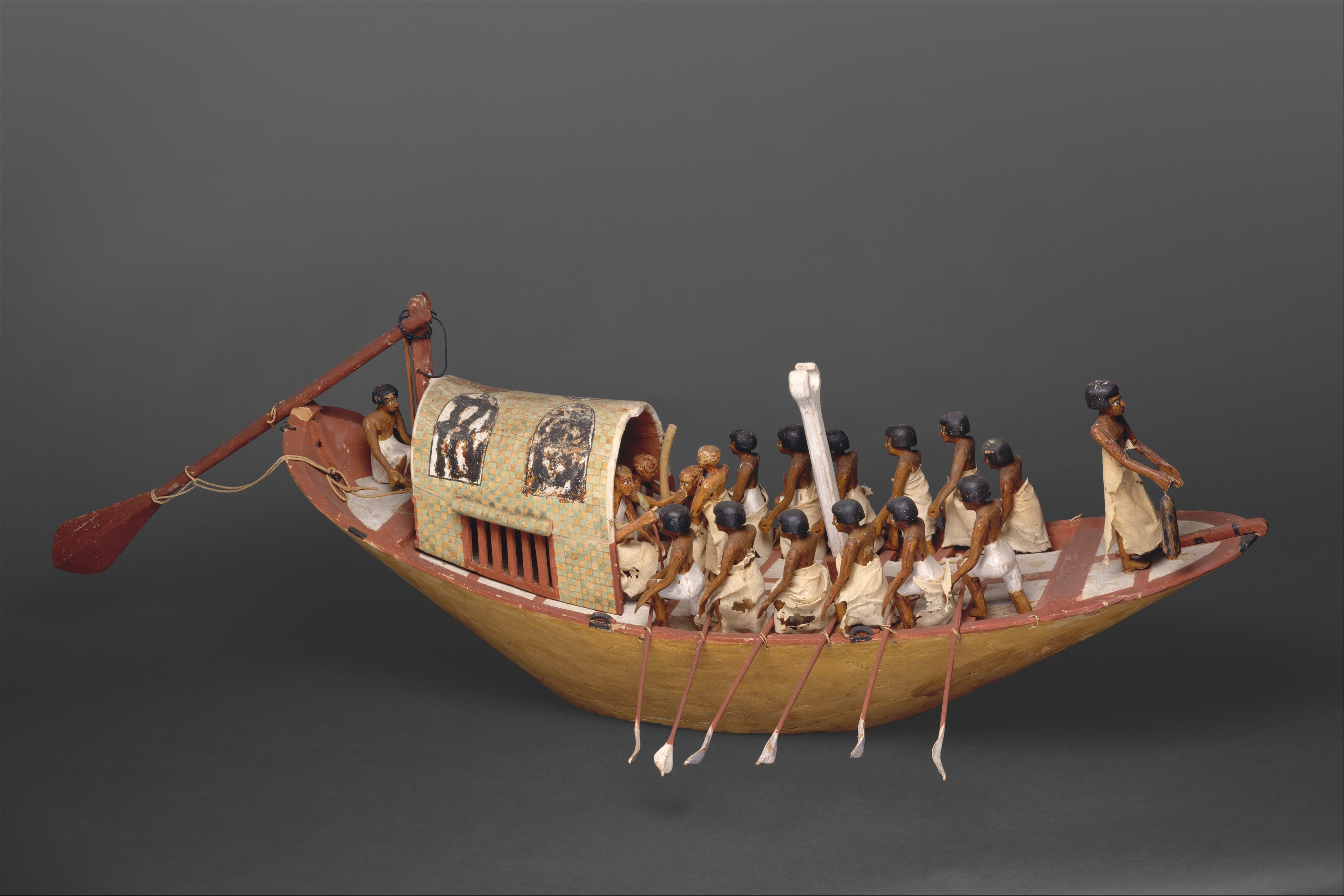
Evezős hajó modellje
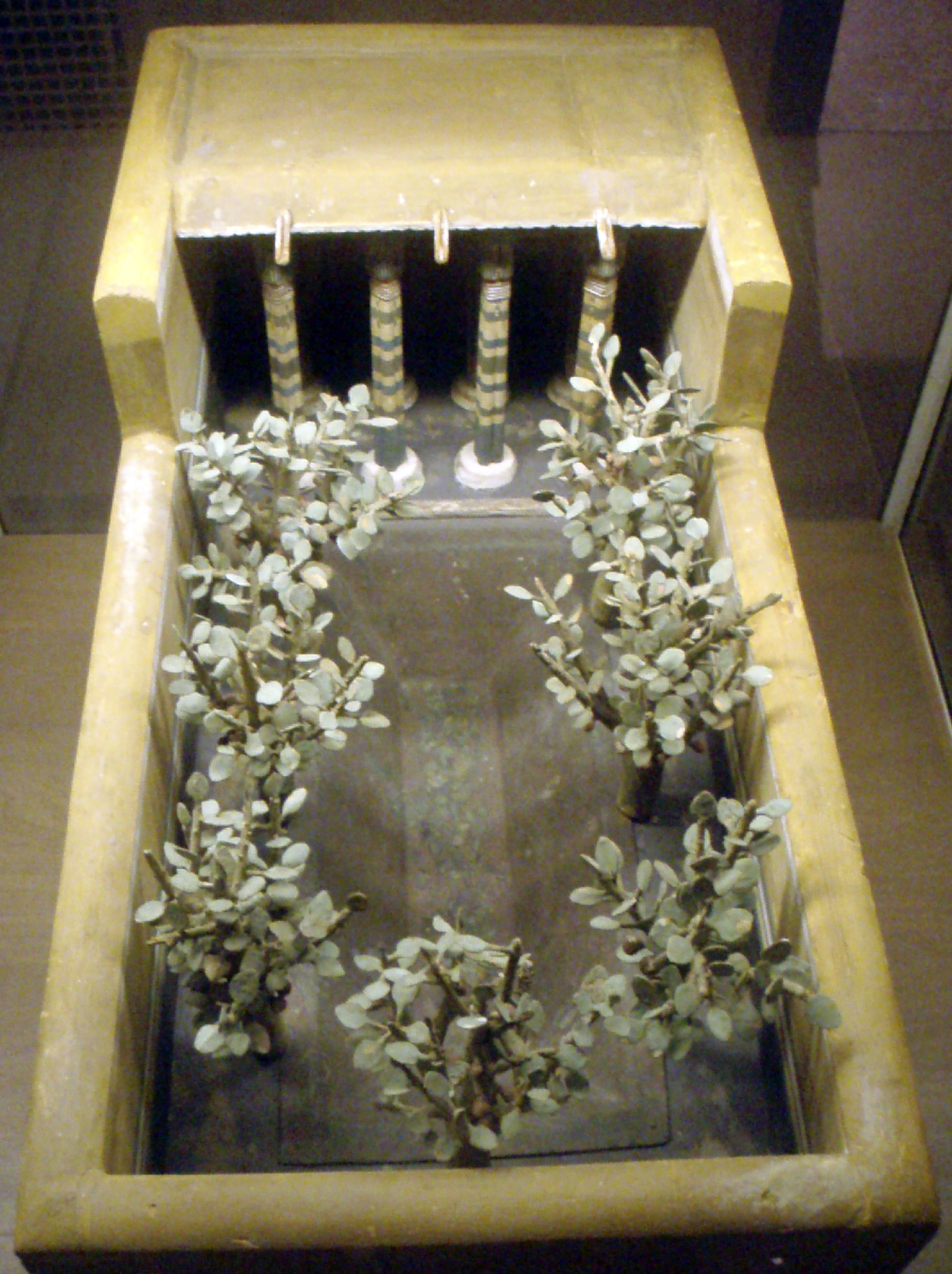
Kert modellje
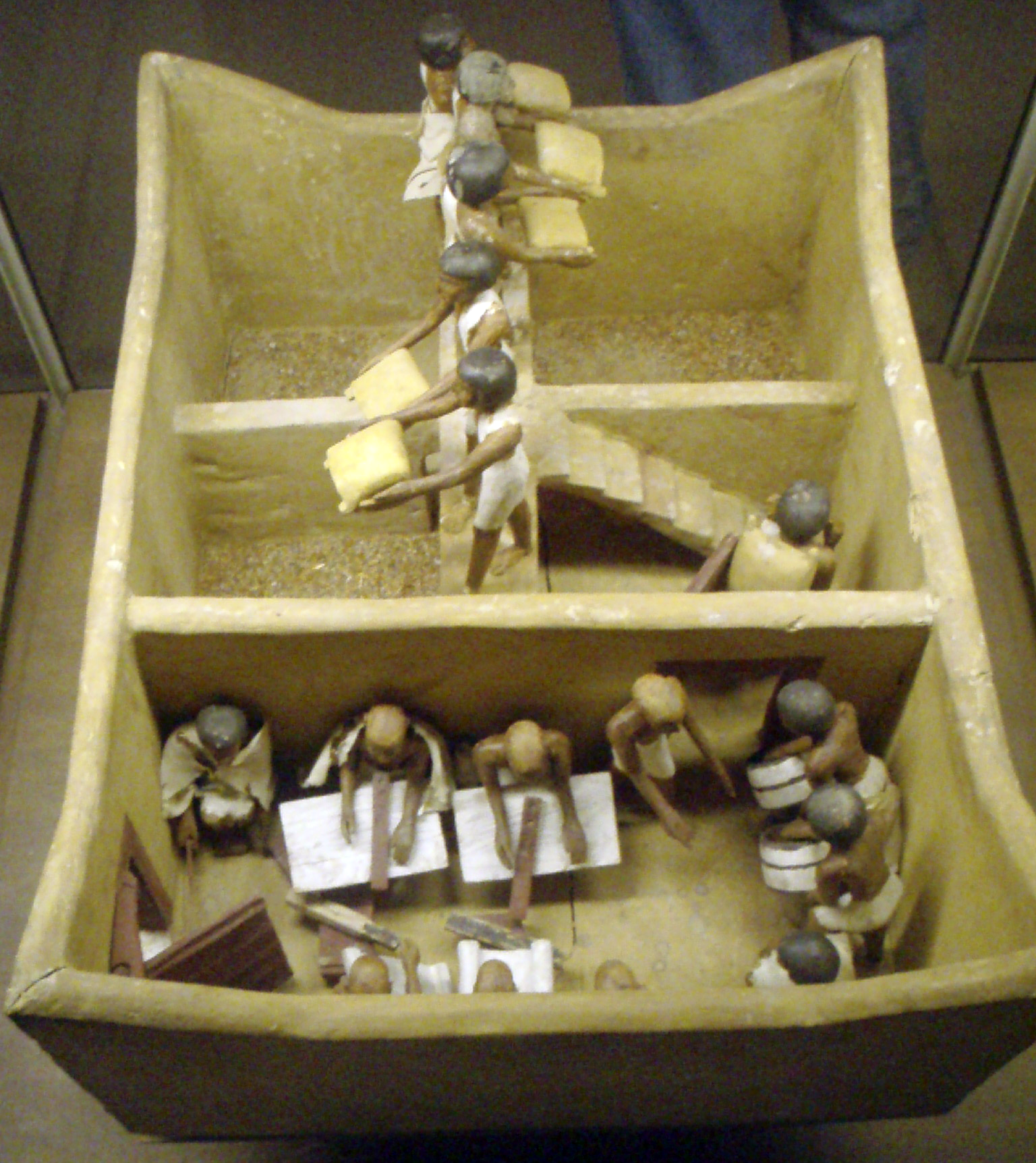
Magtár
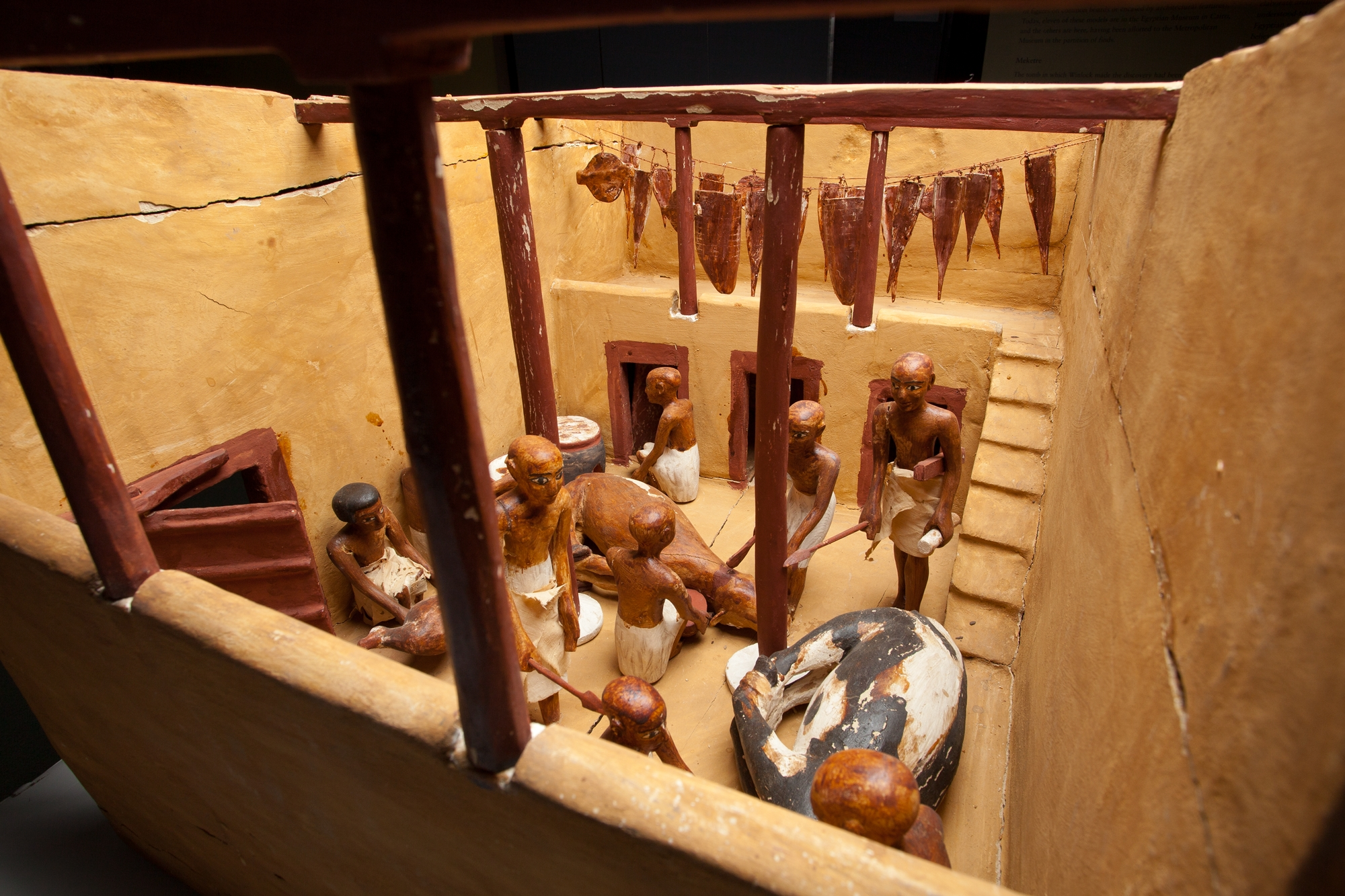
Mészárszék
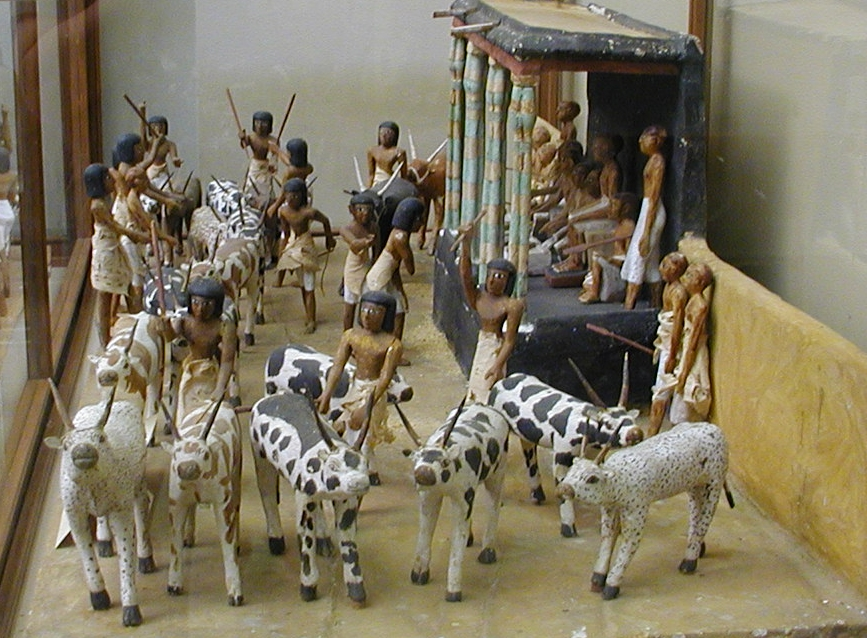
Jószágszámlálás
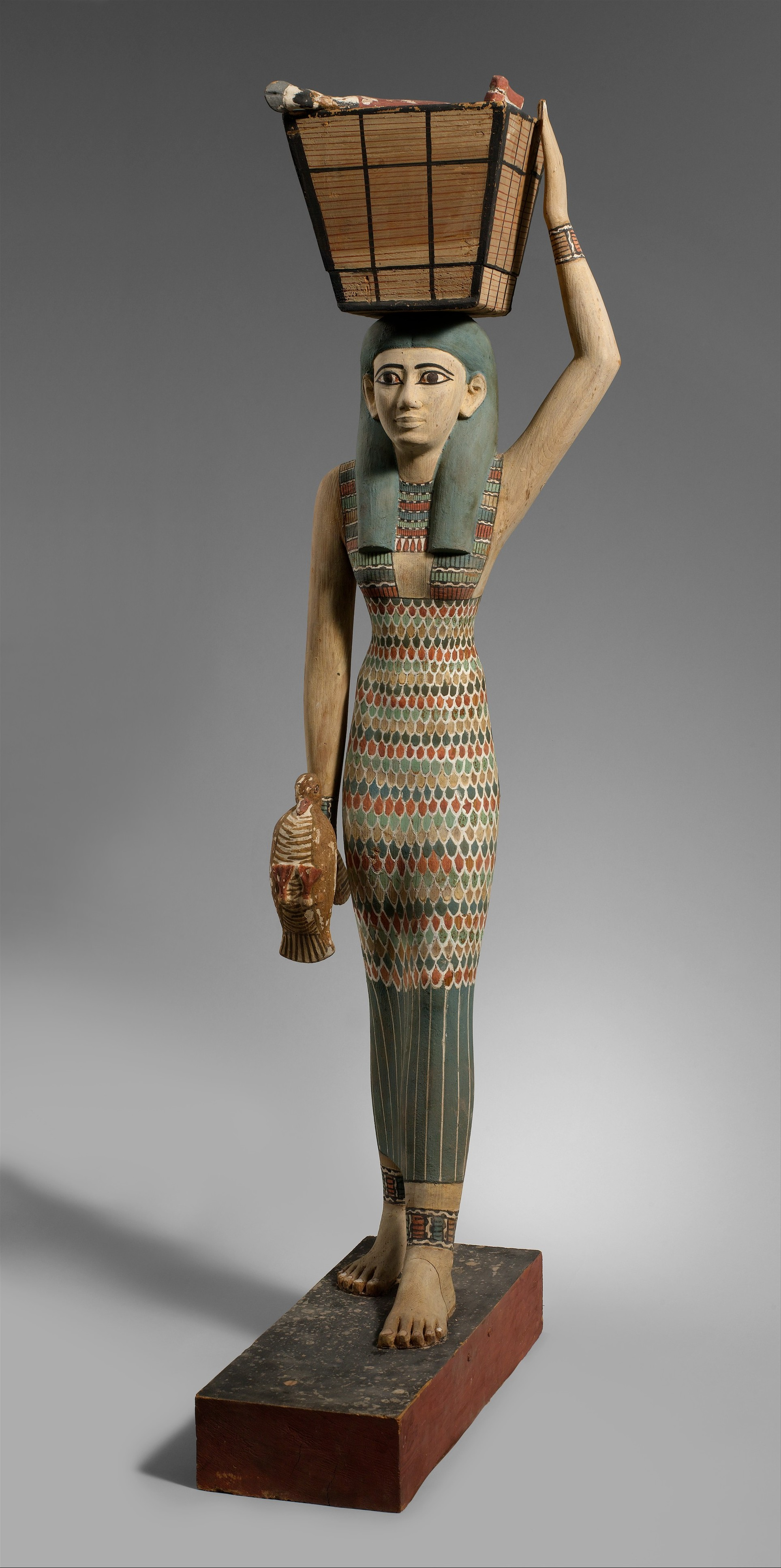
Nő kosárral

## Fordítás
- Ez a szócikk részben vagy egészben  a   Meketre című angol Wikipédia-szócikk ezen változatának fordításán alapul.  Az eredeti cikk szerkesztőit annak laptörténete sorolja fel. Ez a jelzés csupán a megfogalmazás eredetét és a szerzői jogokat jelzi, nem szolgál a cikkben szereplő információk forrásmegjelöléseként.